# Defesa Aérea Norueguesa

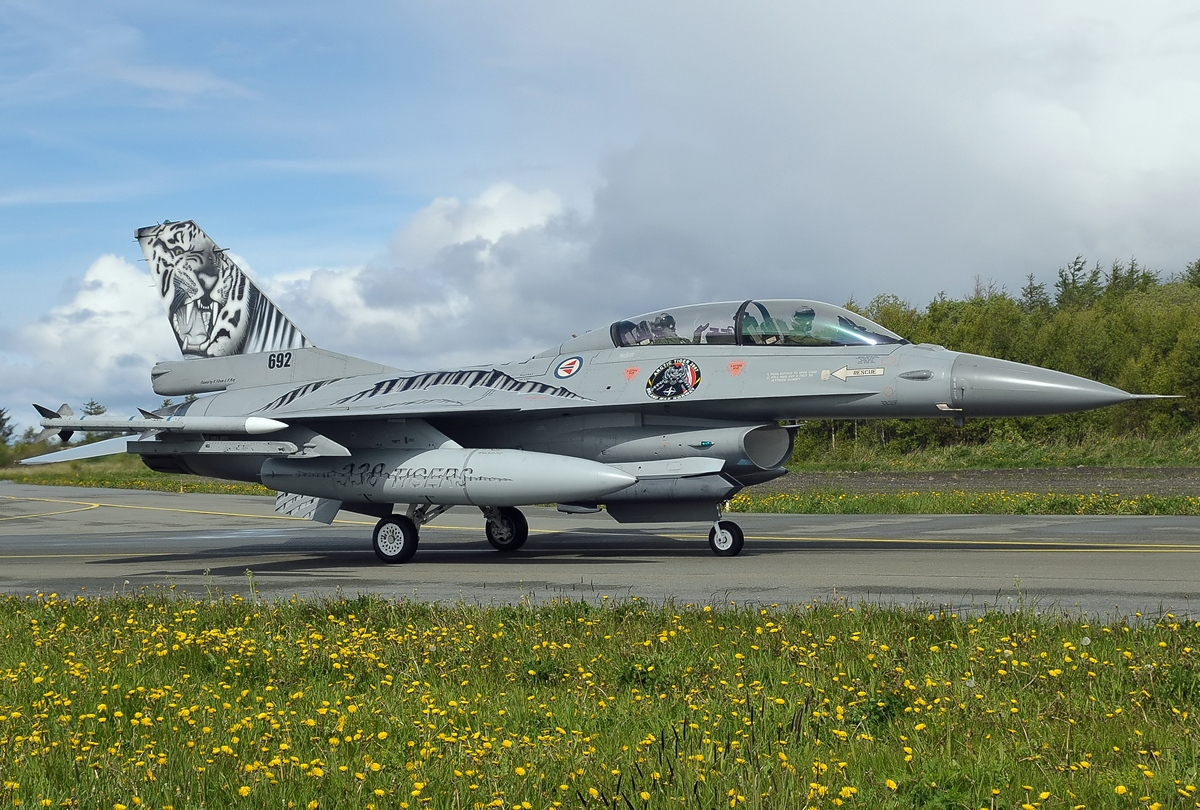
Um caça F-16 norueguês.

A Defesa Aérea Norueguesa é o ramo aéreo das Forças Armadas da Noruega. Foi criada como ramo independente no dia 10 de Novembro de 1944. Em tempo de paz, a Força Aérea Norueguesa é composta por cerca de 1430 elementos (militares e civis), porém, em tempo de guerra, o seu efectivo após mobilização pode chegar a 5500.
As infraestruturas são compostas por sete bases aéreas (Andøya, Bardufoss, Bodø, Gardermoen, Rygge, Sola e Ørland), duas centros de controlo e três centros de treino e instrução.
A sua missão consiste na defesa e vigilância do espaço aéreo norueguês.

## Aeronaves
- Caças - Lockheed F-16
- Aviões de ataque - Lockheed F-16
- Aviões de bombardeio - Lockheed F-16
- Helicópteros - Westland Sea King, Bell 412, NH-90
- Aeronave de guerra electrónica - Dassault Falcon 20
- Avião de patrulha - Lockheed P-3 Orion
- Avião de instrução - SAAB Safari
- Aeronave de transporte - C-130 Hercules